# USS 엔터프라이즈 (CV-6)
USS 엔터프라이즈 (CV-6)(영어: USS Enterprise) 또는 빅 E는 제2차세계대전 중 미국 해군의 항공모함으로 1937년 9월 20일 진수되었다. 요크타운급 항공모함이며 자매함으로는 요크타운과 호넷이 있다.

## 개요
엔터프라이즈는 요크타운 급 항공모함으로 1937년 진수되었으며 1938년 취역했다. 미국 해군에서 역사상 가장 많은 전과를 세운 함정이며, 아직까지 그 기록을 따라잡은 함정은 없다.

## 설계, 건조
요크타운 급 항공모함(Yorktown class aircraft carrier)은 CV-5 USS 요크타운(Yorktown), CV-6 USS 엔터프라이즈(Enterprise), 그리고 CV-8 USS 호넷(Hornet)의 3척으로 구성되어 있다. 3척은 1937~1941년 취역했으며, 전쟁 초반 미드웨이와 과달카날 등에서 활약하게 된다. 요크타운 급 항공모함은 이전 항공모함(랭글리, 렉싱턴, 레인저 급)들을 운용하면서 얻은 경험과 정보를 바탕으로 설계되었는데, 이 때문에 매우 효율적이고 우수한 설계라고 평가받는다.
요크타운 급 항공모함 이전에 미 해군은 4척의 항공모함 보유하고 있었다. 미 해군의 첫 항공모함인 CV-1 USS 랭글리는 석탄운반선을 개조한 소형 항공모함으로 약 30~40대의 항공기를 탑재할 수 있었고, 그다음에 건조된 렉싱턴 급 항공모함 CV-2 USS 렉싱턴과 CV-3 USS 사라토가는 워싱턴 해군 군축 조약으로 인해 폐기될 위기에 놓인 순양전함 2척을 개조한 대형 항공모함이었다. CV-4 USS 레인저는 미 해군에서 처음으로 항공모함으로 설계된 항공모함으로 크기는 랭글리와 비슷한 소형 항모였지만, 70대 이상의 항공기를 탑재할 수 있었다. 이 4척의 항공모함을 건조하자 미 해군은 워싱턴 해군조약에서 허용한 항공모함 총 배수량 135,000톤 중 약 55,000톤 이 남았고, 해군은 이 남은 배수량으로 항공모함을 건조하기 위한 여러 설계를 연구했다. 연구과정에서 배수량 13,800톤부터 27,000 톤, 길이 730피트(약 222미터)에서 900피트(약 274미터) 등 여러 설계가 등장했다. 남은 배수량으로 항공모함을 건조할 때, 4개 정도의 선택권이 있었다.
1. 27,000톤 급 항모 2척
2. 14,000톤 급 항모 4척
3. 18,000톤 급 항모 3척
4. 20,000톤 급 항모 2척, 14,000톤 급 항모 1척

결국 해군은 ④번 설계를 선택했다. 이렇게 해서 20,000톤 항공모함으로 요크타운 급 항공모함 CV-5 요크타운과 CV-6 엔터프라이즈가 탄생했고, 14,000톤 항공모함으로 와스프 급 항공모함 CV-7 와스프가 탄생했다. 요크타운 급 항공모함 CV-8 호넷은, 처음에는 건조 계획이 없었지만, 워싱턴 해군조약의 배수량 제한에서 풀려나면서 나중에 건조된다.
일단 14,000톤 항공모함은 나중 문제였고, 20,000톤 급 항공모함의 설계가 먼저였다. 그동안 항공모함을 운용하면서 얻은 경험과 정보를 바탕으로 몇 가지 결론을 내렸다.
- 격납고의 크기는 최대로 해야 한다.
- 항공기 운반 엘리베이터는 3개가 적당하며, 역시 크기는 최대화해야 한다.
- 앞으로 더욱 커지고 무거워질 항공기를 이함 시키기 위해 더욱 강력한 캐터펄트가 필요하다(하지만 실제로 캐터펄트 이함은 그리 많지 않았다.)
- 주요 부위에 장갑을 집중시켜야 한다.
- 속도는 30kn(노트)를 넘어야 한다.

이러한 설계를 적용하면서, 요크타운급은 렉싱턴 급 보다 크기는 작지만 더 많은 항공기를 탑재할 수 있었으며, 더 크고 빠르고 많은 엘리베이터로 더욱 원활한 항공작전을 수행할 수 있었다. 요크타운 급의 설계는 매우 효율적이었고 우수했다. 그러나 요크타운급 항공모함에는 한가지 단점이 존재했다. 배수량 제한을 지키고, 빠른 속도를 내기 위하여 어뢰에 대한 방어력은 TNT 180kg 기준으로 없다시피 했던 레인저급 항공모함과는 달리 어느 정도 어뢰 대응력을 가지었지만, 그 이상 파괴력을 지닌 어뢰에 대한 방어력이 부족했다. 실제로 요크타운은 미드웨이 해전에서 적 폭탄에 의한 피해는 빠르게 복구했지만, 어뢰에 의해 침몰한다. 이후 호넷도 산타크루즈 해전에서 비슷한 이유로 침몰했다.
요크타운은 1937년 9월 30일, 엔터프라이즈는 1938년 5월 12일, 호넷은 1941년 10월 20일 취역한다. 호넷의 경우 위에서 언급했듯이, 원래는 건조 계획이 없었다. 그러나 미 해군이 워싱턴 해군조약의 제한으로부터 자유로워지면서 요크타운의 설계를 적용하여 건조하게 된다.

## 활약
엔터프라이즈는 1941년 12월 7일, 진주만 공습에서 다른 항공모함들과 함께 살아남았다. 웨이크 섬에 항공기를 수송하고 돌아오던 중, 폭풍을 만나 진주만 입항이 늦어지면서 공습을 피한 것이다. 이후 태평양의 일본 섬들에 치고빠지기식 공습을 가했고, 1942년 4월 18일에는 둘리틀 공격대의 폭격기를 탑재한 항공모함 호넷(CV-8)을 호위하였다. 1942년 6월, 미드웨이 해전에서 엔터프라이즈 함재기들이 다른 항공모함인 요크타운, 호넷의 함재기들과 함께 일본 해군의 항공모함인 카가, 아카키, 소류, 히류를 격침시켰다. 이 결정적인 해전은 태평양전쟁의 전환점이 되었다. 1942년 8월에는 과달카날 섬에 상륙작전을 지원하다 동부 솔로몬 해전에서 큰 피해를 입었다. 수리를 마치고 다시 남태평양으로 돌아온 엔터프라이즈는 1942년 10월, 산타크루즈 해전에서 피해를 입었다. 남태평양해역 사령부인 누메아에서 수리를 받았지만, 전방 엘리베이터가 작동하지 않아서 함재기 일부를 과달카날 섬으로 보냈고, 이 함재기들은 과달카날 섬에서 작전하고 남은 함재기로 활동을 하여 일본 수상 함대에 타격을 가했다. 이후 계속 남태평양에서 활동하다가 전선에서 물러난 뒤 대규모 개장을 받아 1943년말에 대규모의 고속항공모함기동부대와 함께 태평양의 섬들을 공격, 점령했다. 이중에는 1944년 6월 15일 실시된 사이판 상륙작전이 있다. 사이판 상륙작전을 지원하던 제58기동부대(고속항공모함기동부대)는 사이판을 향해 접근하는 일본 함대를 상대했다. 이 해전이 필리핀 해 해전으로, 미국은 일본의 일방적인 패배를 '마리아나의 칠면조 사냥(Marianas Turkey Shoot)' 이라고 부른다. 필리핀해 해전 이후에는 레이테만 해전 등에 참여하였으며, 1945년 5월에는 오키나와 상륙작전을 지원하던 도중 카미카제의 공격으로 크게 피해를 보았고 엔터프라이즈는 수리를 위해 미 본토로 돌아갔으며, 수리와 창정비를 받는 중 종전을 맞이했다.

## 최후
종전 이후에는 각지의 미군을 귀환시키는 수송선으로도 활용되었으나, 점점 대형화되고 제트전투기로 바뀌기 시작한 함재기를 제대로 운용하지 못하는 엔터프라이즈는 거의 고철신세로 전락해 스크랩 처리가 결정된다. 윌리엄 홀시 제독을 비롯한 많은 국민들은 모금을 해서 박물관으로 보존하려고 했으나 모금을 해도 돈이 부족했고, 결국 1958년 엔터프라이즈는 스크랩 처리된다.